# Yusuke Maeda
Yusuke Maeda (前田 悠佑 Maeda Yusuke?, nacido el 23 de noviembre de 1984 en Fukuoka) es un futbolista japonés que se desempeña como centrocampista.

## Trayectoria

### Clubes
| Club             | País  | Año         |
| ---------------- | ----- | ----------- |
| Honda Lock       | Japón | 2007 - 2011 |
| V-Varen Nagasaki | Japón | 2012 -      |

## Estadística de carrera

### J. League
| Club             | Año   | J. League | J. League | Copa J. League | Copa J. League | Total | Total |
| Club             | Año   | Part.     | Goles     | Part.          | Goles          | Part. | Goles |
| ---------------- | ----- | --------- | --------- | -------------- | -------------- | ----- | ----- |
| V-Varen Nagasaki | 2013  | 22        | 0         | -              | -              | 22    | 0     |
| V-Varen Nagasaki | 2014  | 31        | 0         | -              | -              | 31    | 0     |
| V-Varen Nagasaki | 2015  | 34        | 1         | -              | -              | 34    | 1     |
| V-Varen Nagasaki | 2016  | 34        | 0         | -              | -              | 34    | 0     |
| V-Varen Nagasaki | 2017  | 32        | 1         | -              | -              | 32    | 1     |
| Total            | Total | 153       | 2         | 0              | 0              | 153   | 2     |